# Lacey Pauletta
Lacey Pauletta (ur. 29 marca 1988) – piłkarz z Bonaire, grający na pozycji pomocnika.

## Kariera piłkarska

### Kariera klubowa
Od 2006 występuje w klubie SV Real Rincon.

### Kariera reprezentacyjna
14 listopada 2013 debiutował w narodowej reprezentacji Bonaire. Łącznie rozegrał 7 meczów i strzelił 1 gola.
Wcześniej, w 2010 bronił barw reprezentacji Antyli Holenderskich.